# Polejaevia
Polejaevia is een geslacht van sponsdieren uit de klasse van de Calcarea (kalksponzen).

## Soort
- Polejaevia telum (Lendenfeld, 1891)